# Ministerstwo Budownictwa (2006–2007)
Ministerstwo Budownictwa – polski zniesiony urząd administracji rządowej obsługujący ministra właściwego do spraw działu administracji rządowej budownictwo, gospodarka przestrzenna i mieszkaniowa.
Ministerstwo zostało utworzone rozporządzeniem Rady Ministrów z 5 maja 2006 r. (wchodzącym w życie dzień później z mocą obowiązującą tego samego dnia) na podstawie wydzielenia z przekształconego Ministerstwa Transportu i Budownictwa. Zniesione zostało rozporządzeniem Rady Ministrów z 16 listopada 2007 r., komórki organizacyjne włączono w nowe Ministerstwo Infrastruktury.

## Historia
Ministerstwo istniało w okresie PRL-u. Najpierw jako Ministerstwo Odbudowy, od 1949 jako Ministerstwo Budownictwa (zob: Ministerstwa w Polskiej Rzeczypospolitej Ludowej#Budownictwo i architektura). W okresie przejściowym istniało Ministerstwo Gospodarki Przestrzennej i Budownictwa (24 października 1987 r. – 1 stycznia 1997 r.).

## Zakres działania ministra
Minister Budownictwa kierował następującymi działami administracji rządowej:
- od 5 maja 2006 r. do 16 listopada 2007r[3][4][5].
  - budownictwo, gospodarka przestrzenna i mieszkaniowa

## Dział budownictwo, gospodarka przestrzenna i mieszkaniowa
Dział budownictwo, gospodarka przestrzenna i mieszkaniowa obejmował sprawy w chwili zniesienia urzędu:
- architektury
- budownictwa;
- nadzoru architektoniczno-budowlanego
- zagospodarowania przestrzennego
- wspierania mieszkalnictwa
- gospodarki nieruchomościami, jeżeli odrębne ustawy nie stanowią inaczej
- polityki miejskiej
- rządowych programów rozwoju infrastruktury komunalnej
- ogródków działkowych

## Struktura organizacyjna
W skład ministerstwa wchodzi Gabinet Polityczny Ministra oraz następujące komórki organizacyjne:
- Biuro Ministra
- Departament Ładu Przestrzennego i Architektury
- Departament Polityki Miejskiej i Rewitalizacji
- Departament Procesu Budowlanego
- Departament Gospodarki Mieszkaniowej
- Departament Strategii i Rozwoju Mieszkalnictwa
- Departament Regulacji Rynku Nieruchomości
- Departament Orzecznictwa
- Departament Prawno-Legislacyjny
- Departament Budżetu
- Biuro Administracyjno-Gospodarcze
- Biuro Dyrektora Generalnego
- Biuro Współpracy z Zagranicą
- Biuro Informacji Publicznej
- Biuro Spraw Obronnych i Ochrony Informacji Niejawnych
- Stanowisko do Spraw Audytu Wewnętrznego

Organy nadzorowane przez ministra:
- Główny Inspektor Nadzoru Budowlanego

Jednostki organizacyjne podległe ministrowi lub nadzorowane:
- Centralny Ośrodek Badawczo-Rozwojowy Przemysłu Betonów „Cebet” w Warszawie
- Centralny Ośrodek Badawczo-Rozwojowy Techniki Instalacyjnej „Instal” w Warszawie
- Ośrodek Badawczo-Rozwojowy Ekologii Miast w Łodzi
- Instytut Geodezji i Kartografii w Warszawie
- Instytut Rozwoju Miast w Krakowie
- Instytut Gospodarki Przestrzennej i Mieszkalnictwa w Warszawie
- Zakład Badawczo-Doświadczalny Gospodarki Komunalnej w Katowicach
- Instytut Techniki Budowlanej w Warszawie

## III Rzeczpospolita(2006–2007)

### Ministrowie Budownictwa Rzeczypospolitej Polskiej

Herb Polski

| Lp. | Zdjęcie                     | Imię i nazwisko (partia polityczna)         | Objęcie urzędu | Złożenie urzędu | Długość urzędowania | Rząd                           |
| --- | --------------------------- | ------------------------------------------- | -------------- | --------------- | ------------------- | ------------------------------ |
| 1.  |                             | Antoni Jaszczak (Samoobrona RP) (1946–2008) | 5 V 2006       | 3 XI 2006       | 182 dni             | rząd Kazimierza Marcinkiewicza |
| 1.  | rząd Jarosława Kaczyńskiego | Antoni Jaszczak (Samoobrona RP) (1946–2008) | 5 V 2006       | 3 XI 2006       | 182 dni             |                                |
| 2.  |                             | Andrzej Aumiller (Samoobrona RP) (ur. 1947) | 3 XI 2006      | 13 VIII 2007    | 283 dni             |                                |
| 3.  |                             | Mirosław Barszcz (ur. 1970)                 | 13 VIII 2007   | 16 XI 2007      | 95 dni              |                                |